# Traci, I Love You
 Pour plus de détails, voir Fiche technique et Distribution
Traci, I love you (traduction française : Traci, je t'aime) est un film pornographique de Jean-Pierre Floran sorti en 1987.

## Synopsis
Une actrice pornographique (Traci Lords) arrive à Paris où elle reçoit d'un admirateur anonyme un collier en or gravé de son nom. Continuant son voyage, elle arrive à Cannes lors du festival et passe une audition pour un film pornographique. Là, son admirateur inconnu la fait enlever et séquestrer. Elle est alors baignée et parfumée par d'accortes servantes puis éduquée par une dominatrice qui lui enseigne à se soumettre afin de parvenir à l'orgasme le plus sublime. Après cela, elle est enfin possédée par son maître dont elle tombe immédiatement amoureuse.

## Curiosités
- Tourné à Cannes, deux jours après le dix-huitième anniversaire de l'actrice, Traci, I Love You est le seul film de Traci Lords qui puisse être diffusé légalement aux États-Unis. Son scénario est très fortement inspiré de celui de Derrière la porte verte auquel les références scénaristiques ne manquent pas.
- L'idée du film est venu de la rencontre entre Traci et les dirigeants de la compagnie Scherzo Vidéo, qui distribuait beaucoup de ses films. Elle a accepté de ne pas être rémunérée pour sa prestation en échange des droits d'exploitation sur les États-Unis, et son déplacement était tous frais payés : avion 1re classe, hôtel 4 étoiles etc. Le scénario a été écrit en 48 heures par Jean-Pierre Imbrohoris[2], pratiquement pas de dialogues, compte tenu des délais imposés. Le film a encore plus de force et d'impact.
- Dans son autobiographie, Traci Lords: Underneath It All, parue en 2003, Traci Lords présente ainsi sa motivation pour tourner dans cette œuvre : « J’ai vendu les droits de ce putain de film pour une durée de dix ans et, grâce à cela, je me suis offert un certain abri contre la tourmente. C’était une douloureuse décision, l’une de celles qui m’ont rendu plus dure, mais cela devait être fait. J'ai détesté l’idée que quelqu’un puisse entrer dans un magasin vidéo et louer ce film. Mais vendre ces droits m’a donné un certain contrôle sur ma vie. »
- Le moment fort du film est constitué par la rencontre lesbienne et commerciale de Traci Lords et Marilyn Jess dans une scène centrale où les deux stars blondes apparaissent mises en valeur sur un fond de draps noirs. Pour les deux actrices, il s'agissait de l'une de leurs dernières apparitions dans ce type de cinéma[3].

## Fiche technique
- Titre : Traci, I love you
- Réalisation : Jean-Pierre Floran[1]
- Production : Scherzo vidéo Company[4].
- Distribution : Scherzo Vidéo Company et Traci Lords Company[5]
- Date de sortie : décembre 1987
- Film :  États-Unis
- Genre : pornographie
- Durée : 80 min

## Distribution
- Traci Lords : Traci
- Marilyn Jess : Monique
- Dominique Saint Claire :
- Gabriel Pontello : le photographe
- Alban Ceray : l'agent chargé de l'audition